# Shearsby
Shearsby è un paese della contea del Leicestershire, in Inghilterra.